# Голди Раш
Голди Раш (англ. Goldie Rush, род. 25 марта 1995, Голливуд, Калифорния) — американская порноактриса, лауреатка премии AVN Awards.

## Биография
Родилась 25 марта 1995 года в Голливуде. Имеет мексиканские, испанские, ирландские и валлийские корни; о ранней жизни известно мало.
Дебютировала в порноиндустрии в 2014 году, в возрасте 19 лет. Снимается для таких студий, как Jules Jordan Video, Evil Angel, Kick Ass, Filly Films, Dark X, Blacked, Reality Junkies, Naughty America, Brazzers, Girlfriends Films, Digital Sin и 3rd Degree.
В 2016 году впервые снялась в сцене анального секса в фильме First Anal 2, в котором дебютировали в тематике также другие актрисы, такие как Аня Олсен, Джоджо Кисс и Джоселин Келли (Joseline Kelly).
В 2017 году получила AVN Awards за лучшую сцену группового секса за роль в Orgy Masters 8. Также была номинирована в категории «лучшая групповая лесбийская сцена» за Girls Girls Girls.
В том же году на XBIZ Award получила номинации в категориях «лучшая новая старлетка» и «лучшая секс-сцена во всём секс-фильме» за роль в Bubble Butt Car Wash.
На июнь 2019 года снялась более чем в 160 фильмах.

## Награды и номинации
| Год  | Церемония         | Результат | Номинация                                         | Работа               |
| ---- | ----------------- | --------- | ------------------------------------------------- | -------------------- |
| 2016 | AVN Awards        | Номинация | Приз зрительских симпатий: самый горячий дебютант | н/д                  |
| 2017 | AVN Awards        | Номинация | Лучшая групповая лесбийская сцена                 | Girls Girls Girls    |
| 2017 | AVN Awards        | Победа    | Лучшая групповая сцена                            | Orgy Masters 8       |
| 2017 | AVN Awards        | Номинация | Приз зрительских симпатий: любимая актриса        | н/д                  |
| 2017 | Spank Bank Awards | Номинация | Customs Specialist of the Year                    | н/д                  |
| 2017 | Spank Bank Awards | Номинация | Most Fuckable Feet                                | н/д                  |
| 2017 | XBIZ Award        | Номинация | Лучшая новая старлетка                            | н/д                  |
| 2017 | XBIZ Award        | Номинация | Лучшая секс-сцена во всём секс-фильме             | Bubble Butt Car Wash |
| 2018 | AVN Awards        | Номинация | Лучшая сцена анального секса                      | Deep In That Ass 3   |
| 2018 | Spank Bank Awards | Номинация | Латиноамериканская старлетка года                 | н/д                  |
| 2018 | Spank Bank Awards | Номинация | Threesome Savant of the Year                      | н/д                  |

## Избранная фильмография
- Bubble Butt Car Wash
- Deep In That Ass 3
- Girls Girls Girls
- Orgy Masters 8